# ʿAmr ibn Kult̠hūm
ʿAmr ibn Kult̠hūm ibn Malik ibn A`tab abu Al-Aswad at-Taghlibi dit ʿAmr ibn Kult̠hūm (en arabe : عمرو بن كلثوم) était un cavalier, chef de la tribu de Taghlib célèbre dans l'Arabie préislamique pour sa gloire, sa bravoure et son implacabilité durant la bataille.

## ʿAmr ibn Kult̠hūm, le Chef des Thaglibs
La guerre d'El Basous qui opposa les Taghlibs aux Bakrs, dura une quarantaine d'années de 494 à 534 avant que le roi d'al-Hira, 'Amr ibn Hind, ne parvînt à les réconcilier à condition qu'il prenne quelques-uns de leurs enfants en otage.
Le roi d'al-Hira dit un jour à ses commensaux : " Connaîtriez-vous quelqu'un, parmi les Arabes, dont la mère ne daignât servir la mienne ? " Ils répondirent : " Oui, ʿAmr ibn Kult̠hūm". Quand il s'interrogea, ils répliquèrent : "Le père de sa mère est Al-Muhalhel Bin Rabī'ah; son oncle est Kolaïb, un arabe prestigieux; son époux est Kulthum Ibn Malik Ibn Etab, un incroyable cavalier arabe ; et son fils est ʿAmr ibn Kult̠hūm, le chef de son clan."
Après cela, il fit quérir ʿAmr ibn Kult̠hūm avec sa mère Layla. Après qu'ils furent arrivés et alors que Layla était assise, la mère du roi, Hind, lui demanda de servir le plat. Layla répliqua : "Que celle qui est dans le besoin aille à son besoin", et quand Hind insista, Layla s'écria : "Quelle humiliation !" 
Quand son fils l'entendit, il fut profondément blessé par l'insulte faite à sa mère qu'il prit son épée et décapita le roi d'al-Hira, tua ses gardes et s'enfuit.

## ʿAmr ibn Kult̠hūm, le Poète
Dans son Poème suspendu, les premiers huit vers sont une ode au vin et ont peut-être été ajoutés après mais siéent parfaitement au poème. Les vers suivants narrent le départ de sa bien-aimée sur sa litière et la joie de la bataille à l'épée. Après, il relate plusieurs types de douleurs, celle de la chamelle ayant perdu son chamelon, celle de la mère ayant perdu son fils, celle des amants séparés et enfin celle qu'engendre le destin. À ce point du poème, il couvre la philosophie de l'incertitude de la vie et du destin. Puis il s'adresse à ʿAmr ibn Hind en discutant les idéaux arabes et défendant sa mère. Aussi ne s'abstient-il pas de louer ses ancêtres.
Le Poème suspendu d'ʿAmr ibn Kult̠hūm a également une valeur historique. Il nous informe sur l'état des Arabes avant l'arrivée de l'islam quant à la religion, la société, les mœurs et les jeux. Il nous informe sur la danse des femmes autour de l'idole, sur la compagnie des femmes aux hommes durant la guerre et sur le jeu des garçons avec des épées de bois et des ballons…
Ce qui suit est l'introduction du Poème suspendu d'ʿAmr ibn Kult̠hūm, traduit en français par Pierre Larcher

أَلاَ هُبِّي بِصَحْنِكِ فَاصْبَحِيْنَـا وَلاَ تُبْقِي خُمُـوْرَ الأَنْدَرِيْنَـا
Holà ! Debout avec ta cruche et verse-nous
À boire, sans rien garder, de ces vins d’Anderine
مُشَعْشَعَةً كَأَنَّ الحُصَّ فِيْهَـا إِذَا مَا المَاءَ خَالَطَهَا سَخِيْنَـا
Que l’on coupe (on dirait qu’on y met des crocus,
Quand donc avec l’eau se mélange, brûlante)
تَجُوْرُ بِذِي اللَّبَانَةِ عَنْ هَـوَاهُ إِذَا مَا ذَاقَهَـا حَتَّـى يَلِيْنَـا
Et qui libèrent l’être soucieux de sa passion
Si jamais il en goûte assez pour s’apaiser.
تَرَى اللَّحِزَ الشَّحِيْحَ إِذَا أُمِرَّتْ عَلَيْـهِ لِمَـالِهِ فِيْهَـا مُهِيْنَـا
On voit l'avaricieux, si l'on en fait passer
À sa portée, pour eux, de son bien dédaigneux.
صَبَنْتِ الكَأْسَ عَنَّا أُمَّ عَمْـرٍو وَكَانَ الكَأْسُ مَجْرَاهَا اليَمِيْنَـا
Pourquoi de nous, Oumm ʿAmr, as-tu dévié la coupe ?
De la coupe, le cours n'allait-il pas à droite ?
وَمَا شَـرُّ الثَّـلاَثَةِ أُمَّ عَمْـرٍو بِصَاحِبِكِ الذِي لاَ تَصْبَحِيْنَـا
Le pire des trois, Oumm ʿAmr, n'est certes pas l'ami
Que tu n'abreuves pas de la coupe du matin !
وَكَأْسٍ قَدْ شَـرِبْتُ بِبَعْلَبَـكٍّ وَأُخْرَى فِي دِمَشْقَ وَقَاصرِيْنَـا
Que de coupes par moi vidées à Baalbek
Que d'autres à Damas et puis à Kasserine !
وَإِنَّا سَـوْفَ تُدْرِكُنَا المَنَـايَا مُقَـدَّرَةً لَنَـا وَمُقَـدِّرِيْنَـا
Oui nous, elle nous attrapera, la mort.
Elle est à nous destinée, nous destinés à elle.

## Source
- (en) Cet article est partiellement ou en totalité issu de l’article de Wikipédia en anglais intitulé « Amr ibn Kulthum » (voir la liste des auteurs).